# 蛎饼
蛎饼（平話字：diê-biāng），又称海蛎饼，是福州传统的风味小吃，以大米与黄豆粉磨成的浆、海蛎肉、猪瘦肉、芹菜或包菜、紫菜、萝卜丝炸制而成，成品多为圆形薄饼状，色金黄、壳酥，也有少部分为圆圈状，方便沥干油、降温；闽南地区作法则是在一圆形器具上，放大量葱花，胡萝卜丝，先加上海蛎再裹上面粉，然后到油锅里炸成。

## 制作方法
按黄豆三斤、大米七斤、盐二两的比例制皮，以牡蛎、猪瘦肉为馅。先将大米、黄豆在清水中浸约两小时，然后沥干、加水磨成浆，调入食盐搅拌。接著把大锅放在中火上，倒入大量花生油，烧至六成熟时，在凹铁勺里放入米浆，先放上猪瘦肉、紫菜、包菜、芹菜，再放上海蛎，然后盖上米浆放入油锅炸，面呈金黄色时捞起把油沥干，也有盖上米浆后把海蛎点缀在蛎饼表面的。
离渔港近的地區常用新鲜海蛎；福州市区部分人住所离渔港远，购买新鲜海蛎不便故不加海蛎；部分小吃店为降低成本也不加海蛎。

## 食用习惯
福州人大多把蛎饼做早点配菜，以鼎边糊配蛎饼。
福清人会於春节炸蛎饼，一般的家庭主妇都会而且代代相传。

## 所见区域

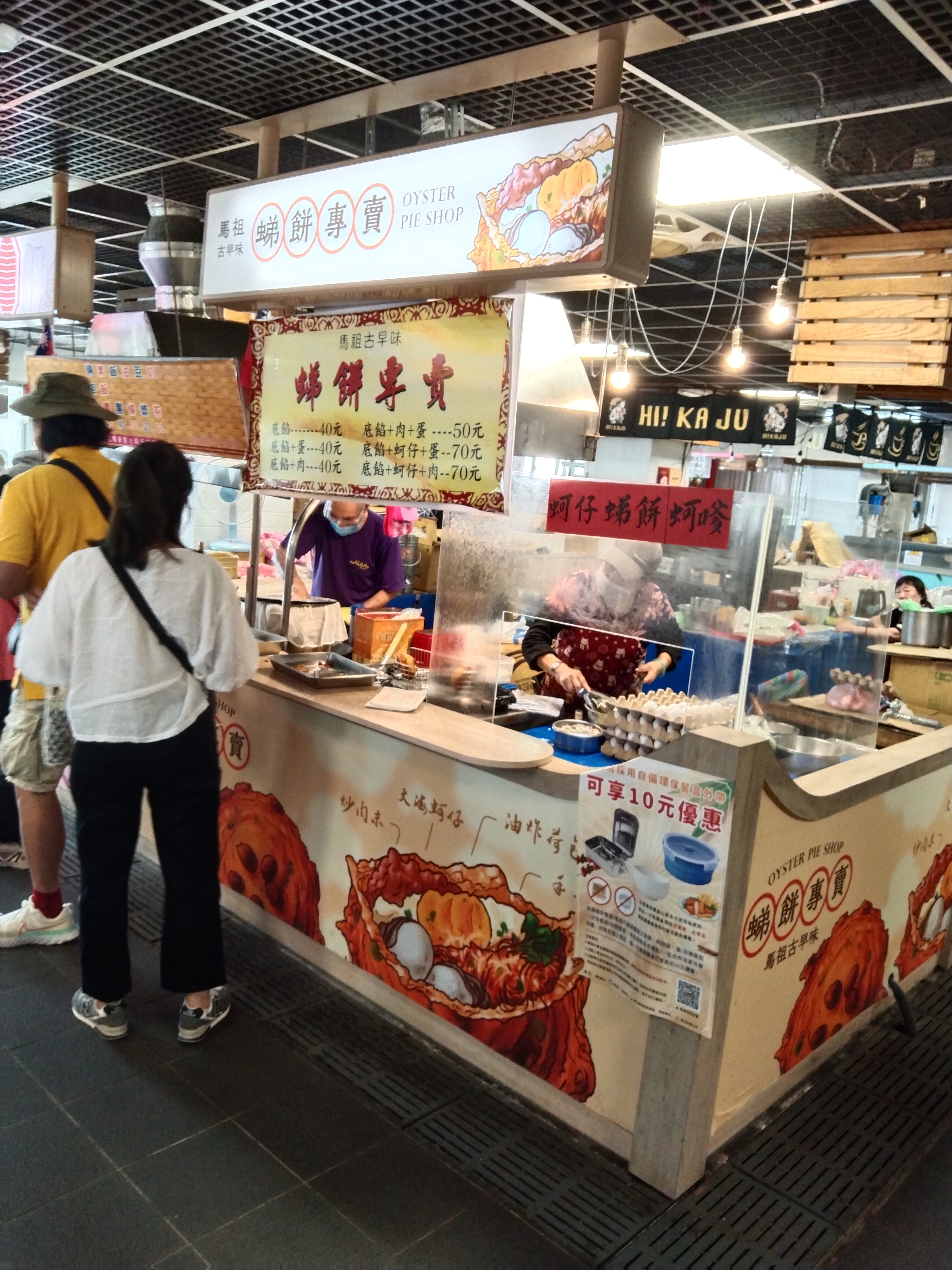
馬祖介壽獅子市場的一間𧋘餅攤位

- 闽东、闽北、闽南、东南亚地区、北美地区、日本－不少福建省人移居海外后，也把蛎饼带至当地，但制作材料有少许不同。
- 馬祖列島（連江縣）－常書作「𧋘餅」(虫弟餅)[1][2]，使用在地食材，不一定有牡蠣。
- 臺灣－蚵嗲，屬同類型的食物。
  - 臺灣彰化縣－蚵餅，「蚵」即指牡蠣。